# الی قدوری
الی قدوری (۲۵ ژانویه ۱۹۲۶، بغداد – ۲۹ ژوئن ۱۹۹۲، واشینگتن) مورخ و شرق‌شناس یهودی عراقی ساکن بریتانیا بود. او به دلیل رد آنچه او «نسخه چتم هاوس» از تاریخ می‌خواند، مشهور بود و روشنفکران چپ غربی را دارای دیدگاهی دوستانه نسبت به اسلام می‌دانست. او انگلستان را سرزنش می‌کرد که با ایجاد ملی‌گرایی عربی و تأسیس کشور عراق یک جامعه متکثر قبلی را به جامعه ای نابردبار تبدیل کرد و باعث قتل و کوچ اجباری یهودیان أشوریان و دیگر اقلیتهای این جامعه شد.

## زندگی
در بغداد به دنیا آمد و در محله یهودیان اورشلیم بزرگ شد و در مدرسه ابتدایی Alliance Israelite Universelle و سپس مدرسه Shamash تحصیل کرد. او در مدرسه اقتصاد لندن، جایی که مدرک لیسانس خود را دریافت کرد، و در کالج سنت آنتونی، آکسفورد، جایی که برای دکترای فلسفه کار کرد، تحصیل کرد.
تز دکترایش انگلستان و خاورمیانه  انتقادی از نقش بریتانیا در فاصله بین جنگ اول و دوم در عراق بود. سیاستگذاران بریتانیایی را به دلیل تشویق ملی‌گرایی عربی مورد انتقاد قرار داد و حاوی دیدگاه بسیار منفی نسبت به تی.ای. لارنس بود. به سیاستگذاران بریتانیایی حمله کرد که ابتدا در سال ۱۹۲۱ پادشاهی عراق را از ولایات (استان‌های) عثمانی سابق موصل، بغداد و بصره ایجاد کردند و سپس «یک رژیم ملی‌گرای تندروی عرب را بر جامعه‌ای متنوع تحمیل کردند». تاریخچه شخصی او به توضیح دیدگاه او کمک می‌کند. از اولین فرمانروای عراق، ملک فیصل اول تا به امروز، عراقی بودن به عنوان عرب و اسلامی بودن تعریف شد و به عنوان یک یهودی عراقی، قدوری در این تعریف نمی‌گنجید. بیشتر یهودیان عراق برای فرار از آزار و اذیت به اسرائیل گریختند. برای قدوری، این ایده که شخصی مانند لارنس یک قهرمان رمانتیک است، پوچ بود، زیرا او را به عنوان یک ماجراجوی غیرمسئول می‌دید که با تشویق ناسیونالیسم عربی، کشور جدیدی را ایجاد کرده بود که دیگر متکثر نبود و افرادی مانند او به آن تعلق نداشتند. از نظر او تصادفی نبود که در کمتر از یک سال پس از اعطای استقلال در اکتبر ۱۹۳۲، یکی از اولین اقدامات دولت عراق «مسئله آشور» بود، و دولت اقلیت آشوری را نابود کرد. او ظهور ناسیونالیسم در خاورمیانه را یک سیر قهقرایی می‌دید. او بسیاری از مستشرقان غربی را به داشتن دیدگاه آرمانی نسبت به جهان عرب متهم کرد و استدلال کرد که تمدن غربی آنقدر که مستشرقان می‌گویند فاسد نیست، و همچنین خاورمیانه قربانی معصوم امپریالیسم غرب نیست به آن شکل که مورخانی مانند آرنولد جی توینبی به دنبال ارائه آن بودند.

## زندگی شخصی
او با یکی از محققین تاریخ خاورمیانه، سیلویا قدوری ازدواج کرد.

## کتاب‌ها
- انگلستان و خاورمیانه: سالهای حیاتی ۱۹۱۴–۱۹۲۱ (۱۹۵۶); بعدها به عنوان انگلستان و خاورمیانه: نابودی امپراتوری عثمانی ۱۹۱۴–۱۹۲۱
- ناسیونالیسم (۱۹۶۰); ویرایش اصلاح شده ۱۹۹۳
- افغانی و عبده: مقاله ای دربارهٔ بی اعتقادی مذهبی و کنشگری سیاسی در اسلام مدرن (۱۹۶۶)
- نسخه چتم هاوس: و سایر مطالعات خاورمیانه (۱۹۷۰)
- ناسیونالیسم در آسیا و آفریقا (۱۹۷۰) ویراستار
- خاطرات سیاسی عربی و مطالعات دیگر (۱۹۷۴)
- در هزارتوی انگلیسی-عربی: مکاتبات مک ماهون-حسین و تفسیرهای آن ۱۹۱۴–۱۹۳۹ (۱۹۷۶)
- اقتصاد خاورمیانه: مطالعات اقتصاد و تاریخ اقتصادی (۱۹۷۶)
- جهان یهود: مکاشفه، نبوت و تاریخ (۱۹۷۹) ویراستار. به عنوان دنیای یهود: تاریخ و فرهنگ جهان یهود (ایالات متحده)
- اسلام در جهان مدرن و مطالعات دیگر (۱۹۸۰)
- به سوی ایران مدرن؛ مطالعات در اندیشه، سیاست و جامعه (۱۹۸۰) ویراستار با سیلویا جی. هایم
- مصر مدرن: مطالعات در سیاست و جامعه (۱۹۸۰) ویراستار
- صهیونیسم و عربیسم در فلسطین و اسرائیل (۱۹۸۲) ویراستار با سیلویا جی. هیم
- اعترافات کراسمن و مقالات دیگر در سیاست، تاریخ و دین (۱۹۸۴)
- الماس به شیشه: دولت و دانشگاه‌ها (۱۹۸۸)
- مقالاتی در مورد تاریخ اقتصادی خاورمیانه (۱۹۸۸) ویراستار با سیلویا جی. هایم
- دموکراسی و فرهنگ سیاسی عرب (۱۹۹۲)
- سیاست در خاورمیانه (۱۹۹۲)
- اسپانیا و یهودیان: تجربه سفاردی، ۱۴۹۲ و پس از آن (۱۹۹۲)
- هگل و مارکس: سخنرانی‌های مقدماتی (۱۹۹۵)